# Brenda Sykes
Pour les articles homonymes, voir Sykes.
Brenda Louise Sykes, née le 25 juin 1949 à Shreveport (Louisiane), est une actrice américaine.

## Biographie
Brenda Sykes étudie à UCLA. Elle est repérée par William Wyler lors d'une participation à l'émission The Dating Game.
Brenda Sykes apparaît brièvement à l'écran, principalement durant les années 1970, contribuant au cinéma à dix films américains, depuis On n'achète pas le silence de William Wyler (dernier film du réalisateur, 1970, avec Lee J. Cobb et Anthony Zerbe) jusqu'à L'Enfer des Mandingos de Steve Carver (1976, avec Warren Oates et Pam Grier).
Entretemps, citons Si tu crois fillette de Roger Vadim (1971, avec Rock Hudson et Angie Dickinson), Gunn la gâchette de Robert Hartford-Davis (coproduction américano-britannique, 1972, avec Jim Brown et Martin Landau) et Mandingo de Richard Fleischer (1975, avec James Mason et Susan George).
À la télévision américaine, outre un téléfilm (1971), Brenda Sykes joue dans quinze séries, depuis On ne vit qu'une fois (1968) jusqu'à Good Times (en) (1978), ultime prestation.
Au nombre de ses séries notables, citons Les Rues de San Francisco (un épisode, 1973), Ozzie's Girls (en) (intégrale en vingt-quatre épisodes, 1973) et Sergent Anderson (un épisode, 1974).
En 1978, elle se marie avec Gil Scott-Heron. Ils restent mariés dix ans. Selon Khandi Alexander, lorsque les films de blaxploitation sont tombés en désuétude, Sykes a disparu de la scène avec toute une génération de jeunes filles (Shelia Frasier, Lynetta McGee, Vonetta McGee). Le style et la figure de Sykes ont servi de références parmi d'autres icones de l'époque pour la composition du personnage de Foxxy Cleopatra joué par Beyoncé dans Austin Powers dans Goldmember.

## Filmographie

### Cinéma (intégrale)
- 1970 : On n'achète pas le silence (The Liberation of L. B. Jones) de William Wyler : Jelly
- 1970 : Campus (Getting Straight) de Richard Rush : Luan
- 1970 : The Baby Maker de James Bridges : Francis
- 1971 : Si tu crois fillette (Pretty Maids All in a Row) de Roger Vadim : Pamela
- 1971 : Skin Game de Paul Bogart et Gordon Douglas [5]: Naomi
- 1971 : Honky (en) de William A. Graham : Sheila Smith
- 1972 : Gunn la gâchette (Black Gunn) de Robert Hartford-Davis : Judith
- 1973 : Dynamite Jones (Cleopatra Jones) de Jack Starrett : Tiffany
- 1975 : Mandingo de Richard Fleischer : Ellen
- 1976 : L'Enfer des mandingos (Drum) de Steve Carver : Calinda

### Télévision (sélection)
(séries, sauf mention contraire)
- 1968 : On ne vit qu'une fois (One Life ot Live), feuilleton, épisodes non spécifiés : Judy Tate
- 1969 : Room 222, saison 1, épisode 9 Triple Date de Gerald Mayer : Elaine Harris
- 1969 : The Bold Ones: The New Doctors, saison 1, épisode 6 Crisis de Don McDougall : Janet
- 1971 : Doris Day comédie (The Doris Day Show), saison 3, épisode 26 Young Love de Norman Tokar
- 1971 : The Sheriff de David Lowell Rich : Janet Wilder
- 1972 : Love, American Style, saison 4, épisode 8, segment Love and the Perfect Wedding de Gary Nelson : Sally Wilson
- 1973 : Les Rues de San Francisco (The Streets of San Francisco), saison 1, épisode 13 Comme un poisson dans l'eau (A Trout in the Mik) de Lawrence Dobkin : Jenaea Dancy
- 1973 : Ozzie's Girls (en), saison unique, 24 épisodes (intégrale) : Brenda MacKenzie
- 1974 : Sergent Anderson (Police Woman), saison 1, épisode 12 Cours de drogue (Smack) de John Newland : Linda Daniels
- 1977 : La croisière s'amuse (The Love Boat), saison 1, épisode 1 Une traversée de chien (Captain and the Lady/Centerfold/One if by Land…) de Richard Kinon, Stuart Margolin et Alan Rafkin : Jenny O'Brien

## Galerie

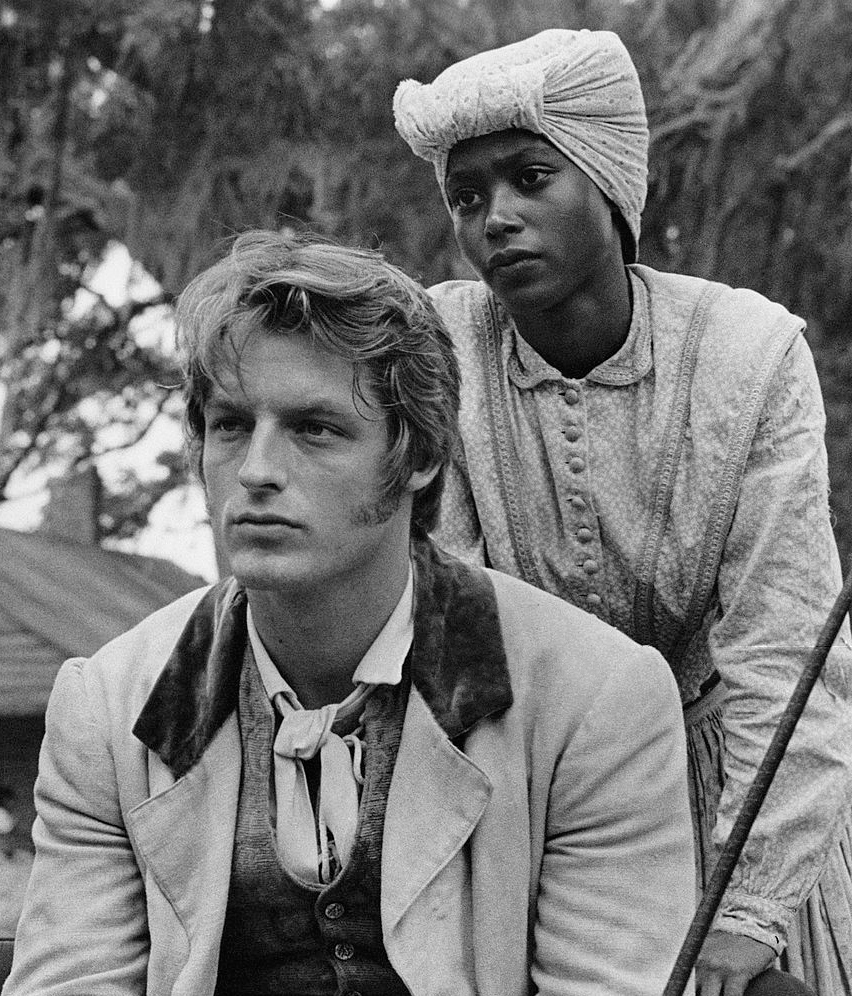
Avec Perry King, dans Mandingo (1975)
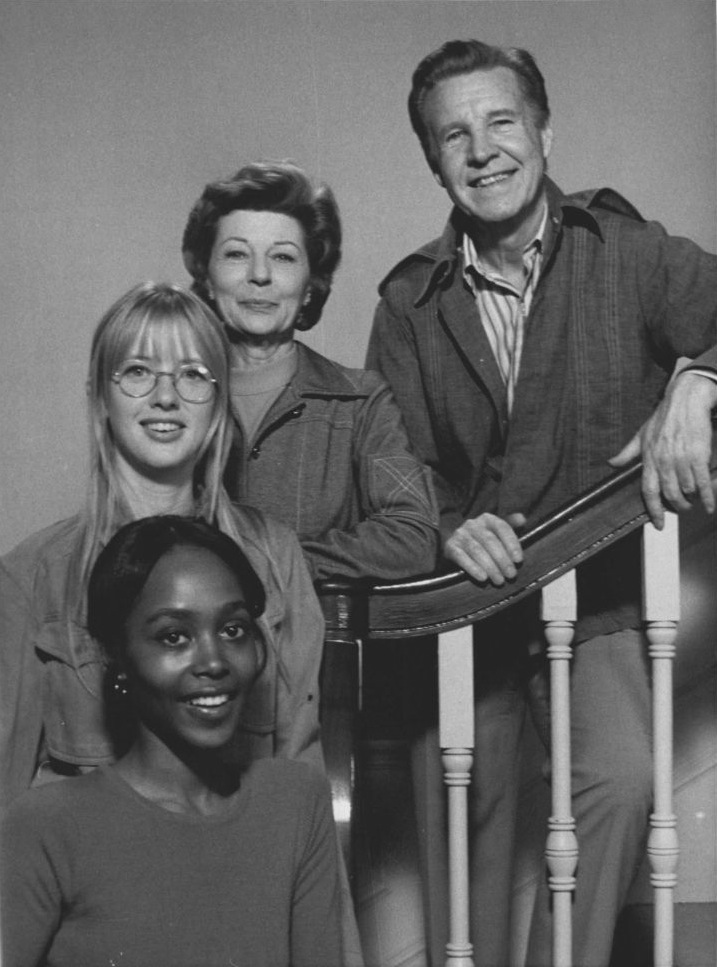
Casting principal de la série Ozzie's Girls (en) (1973), avec Ozzie Nelson, Harriet Nelson, Susan Sennett.
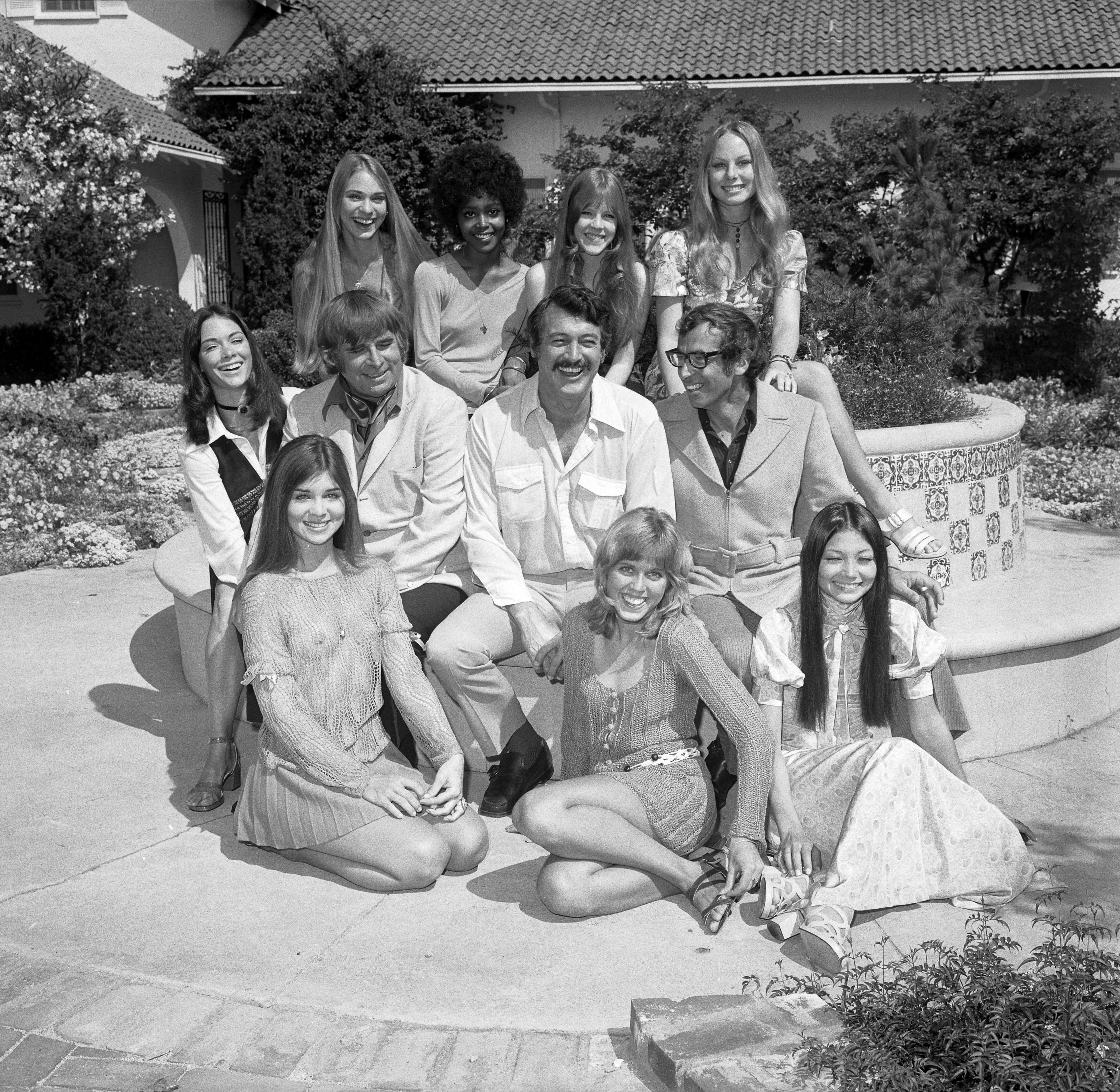
Casting secondaire de Si tu crois fillette (1971), autour de Gene Roddenberry, Rock Hudson et Roger Vadim (de g. à d.).